# Camponotus aethiops
Camponotus aethiops é uma espécie de inseto do gênero Camponotus, pertencente à família Formicidae.

## Subespécies
- C. a. aethiops
- C. a. cachmiriensis
- C. a. escherichi
- C. a. rubicolor
- C. a. vitiosus